# Anarquismo en Israel
El anarquismo ha sido una corriente de bajo perfil en la vida política de Palestina e Israel por casi un siglo. 

## El movimiento Kibutz en sus inicios
Las ideas anarquistas llegaron a Palestina en los albores del siglo XX, traídas por la gran ola inmigratoria de Europa Oriental (Rusia, Lituania, Ucrania y Polonia).Las ideas de Piotr Kropotkin y León Tolstoi influenciaron sensiblemente a los más reconocidos exponenentes del sionismo de izquierda, tales como Yitzhak Tabenkin, Berl Katznelson, y Mark Yarblum. El organizador del movimiento de autodefensa judío, Joseph Trumpeldor, que más tarde se convertiría en un prócer de la derecha israelí, era muy cercano al anarcosindicalismo, y hasta incluso alguna vez se declaró anarcocomunista. El anarquismo tuvo también su influencia en la constitución de los movimientos sociopolíticos tales como Poalei Zion, Tzeirei Zion, HeHalutz, y Gdud HaAvoda. El movimiento embrionario de los kibutz fue en su naturaleza un movimiento socialista libertario. En esa época, muchos sionistas de izquierda rechazaban la idea de establecer un estado-nación judío y promovían la solidaridad Judeo-Árabe.
Los anarquistas en Palestina en los inicios del siglo, casi todos provenientes de Europa Oriental no tenían vínculos con el poderoso Movimiento anarquista Yiddish y habían adoptado el lenguaje hebreo, el cual no era muy popular entre los anarquistas judíos de Europa, muchos de los cuales se oponían a todas las formas de sionismo, y apoyaban a la cultura Yiddish de los judíos Ashkenazi. Durante las décadas de 1920 y 1930 todos vivían en kibutz: por ejemplo, el famoso anarquista Aharon Shidlovsky fue uno de los fundadores del kibutz Kvutzat Kinneret.
Durante la Revolución Española de 1936, muchos anarquistas viajaron a España para participar de la lucha contra Franco y el fascismo en las milicias de la CNT-FAI.
El filósofo antiautoritario austríaco/judío Martin Buber se estableció en Jerusalén en 1938. Buber se consideraba a sí mismo como un “sionista cultural”. Pero rechazaba la idea de un nacionalismo judío y fue un incondicional entusiasta de la solución binacional en Palestina.
Mientras muchos anarquistas eran agnósticos o vehementemente antirreligiosos, también hubo unos pocos anarquistas religiosos y pensadores libertarios que combinaron las ideas radicales contemporáneas con las tendencias anárquicas en la Kabbalah y el Judaísmo jasídico, como el caso del rabino Yehuda Ashlag, que llegó a Palestina en 1921.

## El anarquismo en el Estado de Israel
Hasta la década de 1940 no había organizaciones anarquistas en Palestina. Un poco antes e inmediatamente luego de la fundación del Estado de Israel en 1948, llegó un flujo de sobrevivientes del nazismo provenientes de Europa Occidental, educados en la cultura Yiddish, entre los cuales el anarquismo tenía una presencia específica y manifiesta. En los comienzos de la década de 1950, los inmigrnates polacos conformaron un grupo anarquista en Tel-Aviv cuyo mayor exponente era Eliezer Hirschauge, autor de un libro publicado en 1953 sobre la historia del movimiento anarquista polaco. En los primeros años de la década de 1950 el anarquismo israelí tuvo como principal referente a Abba Gordin (1887-1964), escritor y filósofo, uno de los más destacados representantes del movimiento anarquista Yiddish. Gordin había sido el inspirador del movimiento anarquista pan-ruso y uno de los organizadores de la Federación Anarquista de Moscú (1918). A partir de 1925 vivió en Nueva York, adonde emigró desde la Unión Soviética, y donde publicaba una revista literaria y filosófica, Yiddishe Shriften (1936-1957), así como era un habitual colaborador del periódico anarquista más veterano en idioma Yiddish, el Freie Arbeiter Stimme (1890-1977).
En 1958 Abba Gordin se trasladó a Israel, fundando en Tel Aviv un círculo anarquista Yiddish, "Agudath Schochrei Chofesh" (ASHUACH), con una biblioterca con las obras clásicas del anarquismo en yiddish, hebreo y polaco, con una extensa sala para conferencias y reuniones. También publicó una revista mensual bilingüe (yiddish/hebreo) Problemen/Problemot, que dirigió desde 1959 a 1964. Durante este período el ASHUACH alcanzó los 150 miembros y acercó a centenares de personas la temática anarquista a través de conferencias de filosofía libertaria. Entre los tópicos más debatidos se encontraban, las "raíces espirituales del anarquismo" y "las vinculaciones entre el anarquismo y el Libro de los Profetas" (Neviim), y la Kabbalah. Problemen publicó narraciones y artículos sobre la historia del anarquismo, leyendas jasídicas, literatura judía medieval y cuestiones acerca de la literatura yiddish contemporánea.
Luego de la muerte de Abba Gordin, desde 1964 a 1971 la revista fue dirigida por Shmuel Abarbanel. En 1971, Joseph Luden (nacido en Varsovia en 1908) tomó su lugar; abrió una editorial que editó libros de ficción, poesía y literatura en yiddish. La revista pasó a llamarse solo Problemen porque dejó de editar su parte en hebreo.
ASHUACH y Problemen estuvieron siempre en contacto con el movimiento anarquista yiddish y en particular con Freie Arbeiter Stimme de Nueva York y Dos Freie Wort de Buenos Aires. Con el tiempo Problemen se volcó más a la literatura que a la filosofía. Los lectores pertenecían a un amplio sector de la sociedad israelí. El escritor Leonid Podrydchik definió a Problemen como la mejor publicación israelí en idioma yiddish.[cita requerida]
ASHUACH llegó a su fin en la década del ’80. Los viejos anarquistas fueron muriendo uno a uno, y los jóvenes no conocían el idioma. El último número de la revista (el N.º 165) fue publicado en diciembre de 1989. Joseph Luden intentó continuar la tradición publicando Freie Stimme, pero solo salió un número en septiembre de 1991. Este fue el último periódico anarquista en yiddish del mundo.

## El movimiento anarquista contemporáneo
El movimiento anarquista contemporáneo en Israel es pequeño, aunque muy activo. Una buena proporción de estos anarquistas son solidariamente activos con Palestina, actuando en movimientos ambientalistas y pacifistas. El judío estadounidense Daniel Sieradski es una destacada personalidad del movimiento. Sieradski, que usa el seudónimo de Mobius, es el editor y director de JewSchool, un sitio web de izquierda muy popular, así como de los weblogs y.
El académico y conferencista Uri Gordon es un activista israelí autor de Anarchy Alive: Anti-Authoritarian Politics from Practice to Theory (Pluto Press), y ha escrito artículos de apoyo al anarquismo en el diario The Jerusalem Post
Una Lucha (Ma'avak Ehad) es un grupo de afinidad anarquista en Israel.